# Maciej Franz
Maciej Franz (ur. w 1969 roku w Toruniu) – polski historyk wojskowości, profesor Uniwersytetu im. Adama Mickiewicza w Poznaniu oraz Akademii Marynarki Wojennej w Gdyni. Specjalizuje się w historii wojskowości epoki nowożytnej,  historiografii wojskowej i historii wojen kozackich oraz morskich XIX i XX wieku.

## Życiorys
Urodził się w Toruniu, mieszkał w Inowrocławiu i Pile, gdzie ukończył I Liceum Ogólnokształcące im. Marii Skłodowskiej-Curie w Pile. Na czas studiów przeprowadził się do Poznania, obecnie mieszka w Swarzędzu.
Ukończył studia na Wydziale Historycznym Uniwersytetu im. Adama Mickiewicza w Poznaniu w 1994. Doktoryzował się 7 czerwca 1999 (rozprawa: Wojskowość Kozaczyzny Zaporoskiej. Geneza i charakter, promotor: Karol Olejnik), a habilitację uzyskał 5 listopada 2007 (dysertacja: Idea państwa kozackiego na ziemiach ukrainnych w XVI-XVII wieku), oba stopnie naukowe otrzymał na macierzystym wydziale.
W latach 1993-2007 uczył w liceum ogólnokształcącym w podpoznańskim Bolechowie. Jest wykładowcą historii wojskowości na Wydziale Historycznym Uniwersytetu im. Adama Mickiewicza, początkowo pracował jako adiunkt, aktualnie piastuje stanowisko profesora zwyczajnego. Od 2008 był profesorem wizytującym w Akademii Marynarki Wojennej w Gdyni. Gościnnie wykładał w Akademii Obrony Narodowej w Warszawie.
Jest członkiem Polskiego Towarzystwa Historycznego, Instytutu im. gen. Stefana Grota Roweckiego w Lesznie, Stowarzyszenia Edukacji i Odtwórstwa Historycznego „Aurea Tempora”, współzałożycielem Stowarzyszenia Historyków Wojskowości oraz stałym współpracownikiem kwartalnika „Okręty Wojenne”.
W swoich badaniach podejmuje głównie tematykę wojen morskich XIX i XX wieku i wojen kozackich XVI-XVII wieku oraz historiografii wojskowej, historii współczesnych stosunków politycznych i militarnych na terenie Azji Dalekowschodniej.
Od września 2017 roku kierownik Pracowni Historii Wojskowej na Wydziale Historii UAM.
25 października 2019 roku decyzją Prezydenta RP otrzymał tytuł naukowy profesora.
Jest członkiem Komisji Historii Wojskowości czy Komitecie Nauk Historycznych Polskiej Akademii Nauk w Warszawie, a także Komisji Wojen i Wojskowości Polskiej Akademii Umiejętności w Krakowie.
W 2023 roku uzyskał stypendium naukowe Instytutu Strat Wojennych im. Jana Karskiego w Warszawie w ramach programu "Straty wojenne Polski" na lata 2023-2024.

## Odznaczenia i wyróżnienia
- Nagroda II stopnia Rektora UAM za książkę „Idea państwa kozackiego na ziemiach ukrainnych w XVI-XVII wieku” – 2008
- Nagroda III stopnia Rektora UAM za książkę „Okręty lotnicze I wojny światowej” – 2010
- Nagroda III stopnia Rektora AMW za książkę „Okręty lotnicze I wojny światowej” – 2010
- Nagroda za najlepszą książkę akademicką IV Targów Książki Akademickiej i Naukowej Academia za książkę „Okręty lotnicze I wojny światowej” – 2010
- Medal Komisji Edukacji Narodowej – 2010
- Nagroda III stopnia Rektora UAM za książkę „Bohaterowie najdłuższych dni. Desanty morskie w II wojnie światowej” – 2012
- Nagroda I stopnia Rektora UAM za Wybitny Dorobek Publikacyjny w roku 2016 - 2017
- Nagroda II i III stopnia Rektora UAM za osiągnięcia naukowe w roku 2018.
- Laureat Nagrody im. Leona Wasilewskiego za 2022[5]

## Publikacje
- Wojskowość Kozaczyzny Zaporoskiej w XVI–XVII wieku. Geneza i charakter, Toruń: Adam Marszałek, 2002[6]
- Amerykańskie lotniskowce Lexington i Saratoga, 2004
- Mare Integrans. Studia nad dziejami wybrzeży Morza Bałtyckiego, 2006
- Szkoła czyli przypowieść o liceum w Bolechowie (1991–2006), Bolechowo 2006
- Idea państwa kozackiego na ziemiach ukrainnych w XVI–XVII wieku, 2006
- Kultura ludów Morza Bałtyckiego Starożytność i średniowiecze, 2008 (wspólnie z: Zbigniew Pilarczyk i Michał Bogacki)
- Okruchy życia (tomik poezji), 2008 (wraz z fotografką Jagienką Szymańską)
- Okręty lotnicze I wojny światowej, Gdynia: AMW, 2009[7]
- Bohaterowie najdłuższych dni. Desanty morskie II wojny światowej, Warszawa: PWN, 2011[8]
- Z Polski do Kanady – wojennym szlakiem Archiwum domowe porucznika Jerzego Hedingera, Wydawnictwo Napoleon V, 2013 (wspólnie z: Krzysztof Kuska)[9]
- Texel 1673, Warszawa: Bellona, 2013 (wspólnie z: Anna Pastorek, seria: Historyczne Bitwy)[10]
- Burza nad Morzem Śródziemnym, tom 1 – Wojna się rozpoczyna, Wydawnictwo Napoleon V, 2016
- Burza nad Morzem Śródziemnym, tom 2 – Zmaganie o panowanie na morzu, Wydawnictwo Napoleon V, 2016
- Burza nad Morzem Śródziemnym, tom 3 – Do ostatniej kropli paliwa, Wydawnictwo Napoleon V, 2016
- Burza nad Morzem Śródziemnym, tom 4 – Aliancka ofensywa, Wydawnictwo Napoleon V, 2017
- Burza nad Morzem Śródziemnym, tom 5 – Gdy Włochów już w tej wojnie nie było, Wydawnictwo Napoleon V, 2017
- I wojna światowa na morzu w opiniach teoretyków i praktyków, Wydawnictwo Napoleon V, 2018 (wspólnie z: Mariusz Kardas)
- Fáa di Bruno. Najbrzydszy okręt wojenny świata, Instytut Historii UAM, 2019